# 黃士傑
黃士傑（Aja Huang；1978年—）是一名台灣計算機科學家，國立臺灣師範大學資訊工程研究所博士，現為英國DeepMind工程師，人工智能AlphaGo之父。

## 生平
臺北市立成功高級中學畢業。國立交通大學資訊科學系畢業，而後進入國立臺灣師範大學資訊工程研究所取得碩士、博士，其博士班時期開發的Erica圍棋程式，曾於2010奧林匹亞電腦遊戲程式競賽得到圍棋冠軍，畢業後加入DeepMind，為AlphaGo的重要推手。

## 圍棋棋力
曾於1999年獲得全國大專盃圍棋錦標賽段位乙組冠軍，現為台灣業餘6段，常於網上下棋。

## 學術研究
主要研究方向為電腦圍棋，其碩士論文為《電腦圍棋打劫的策略》，博士論文為《應用於電腦圍棋之蒙地卡羅樹搜尋法的新啟發式演算法》，加入DeepMind後，將AlphaGo成果整理，2016年1月發表於《自然》杂志，題目名為Mastering the Game of Go with Deep Neural Networks and Tree Search，黄士杰是该论文的两位第一作者之一。